# Хвалінський Сергій Феодосійович
Сергій Феодосійович Хвалінський (12 січня 1991) — український пауерліфтер. Майстер спорту України міжнародного класу.
Представляє Вінницький регіональний центр з фізичної культури і спорту інвалідів «Інваспорт».
Срібний призер в особистій першості Кубка світу 2016 року.